# Cheminot

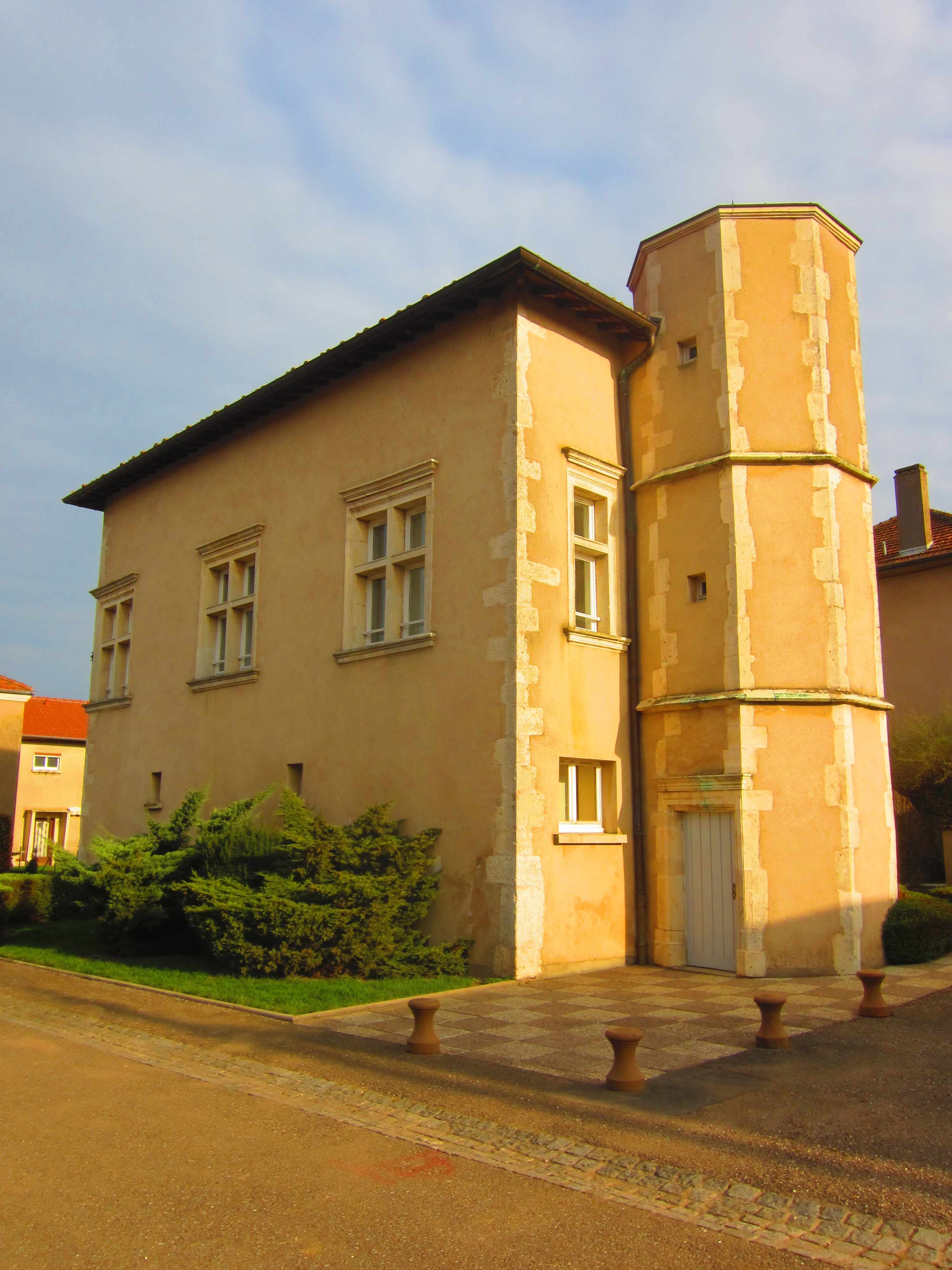
Rathaus (Mairie)

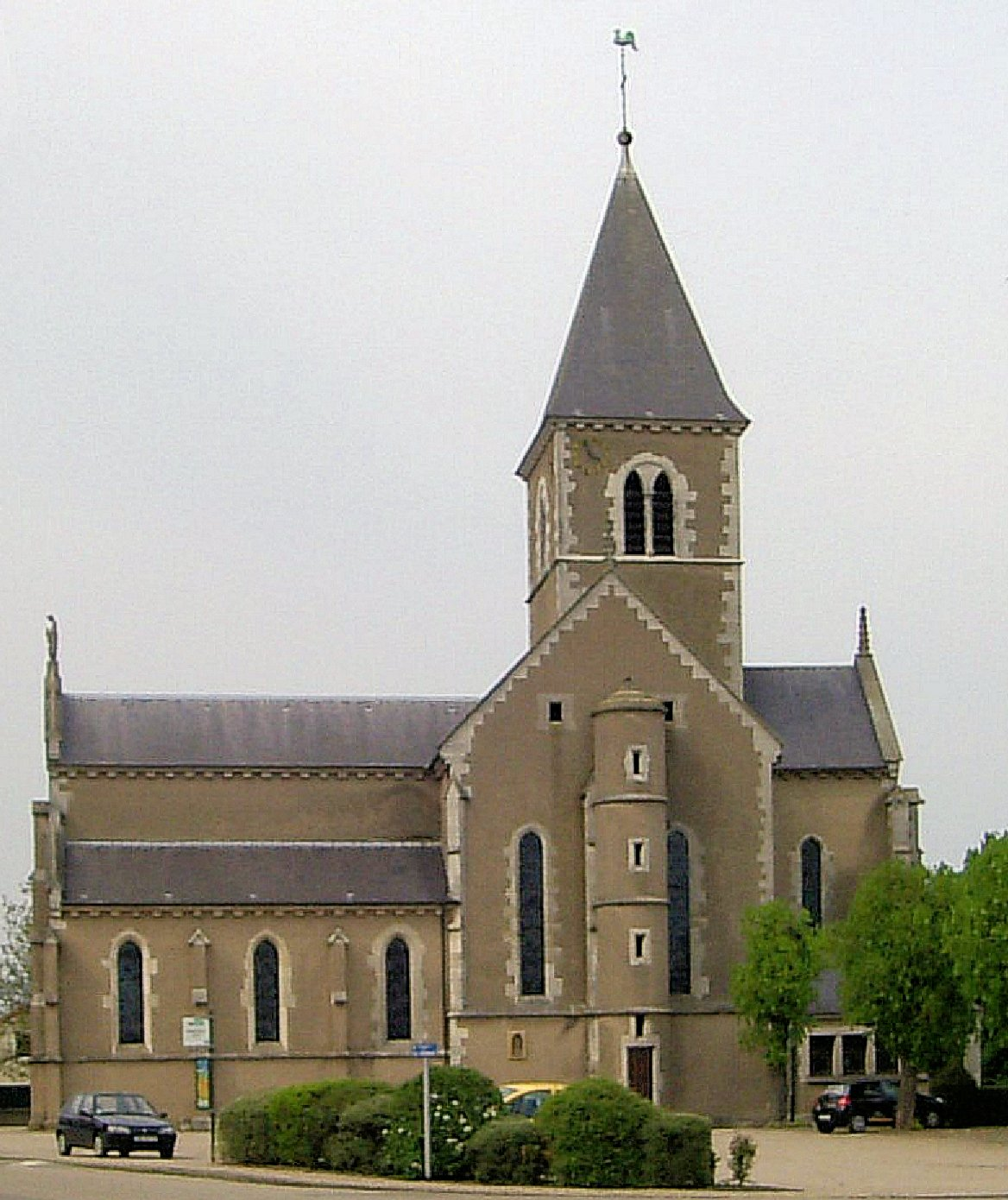
Kirche St. Mauritius

Cheminot ist eine französische Gemeinde mit 824 Einwohnern (Stand 1. Januar 2022) im Département Moselle in der Region Grand Est (bis 2015 Lothringen). Sie gehört zum Arrondissement Metz und zum Gemeindeverband Sud Messin.

## Geographie
Die Gemeinde Cheminot liegt in Lothringen, etwa 20 Kilometer südlich von Metz, acht Kilometer südwestlich von Verny und neun Kilometer nordöstlich von Pont-à-Mousson. Sie befindet sich an der rechten Seite der Seille, in die hier ihr Zufluss Moince einmündet.
Zu Cheminot gehören zwei weitere Ortsteile:
- Longeville-lès-Cheminot, etwas nördlich gelegen (1916–1918 Langendorf bei Kemnat bzw. 1940–1944 Langendorf bei Kemmen) sowie
- Marly-aux-Boix, noch etwas weiter nördlich gelegen.

## Geschichte
Der Ort wurde 783 als villa Caminittum durch Karl den Großen der Abtei Sankt Arnulf in Metz geschenkt.  Die Ortschaft gehörte früher zum Bistum Metz. 1552 wurde das Dorf zusammen mit der Region von Metz von  Frankreich besetzt und annektiert.
Durch den Frankfurter Frieden vom 10. Mai 1871 kam die Region an das deutsche Reichsland Elsaß-Lothringen, und das Dorf wurde dem Landkreis Metz im Bezirk Lothringen zugeordnet. Die Dorfbewohner betrieben Getreide-, Kartoffel-, Futter-, Ölsaat-, Wein-, Hopfen- und Gemüsebau.
Nach dem Ersten Weltkrieg musste die Region aufgrund der Bestimmungen des Versailler Vertrags 1919 an Frankreich abgetreten werden.
Im Zweiten Weltkrieg war die Region von der deutschen Wehrmacht besetzt. Von der deutschen Zivilverwaltung wurden am 13. November 1940 sämtliche Einwohner zwangsausgesiedelt. Im Herbst 1944 wurde der Ort von westalliierten Streitkräften eingenommen.
Der Ort trug 1915–1919 den eingedeutschten  Namen Kemnat und 1940–1944 Kemmen.

### Bevölkerungsentwicklung
| Jahr                       | 1962 | 1968 | 1975 | 1982 | 1990 | 1999 | 2006 | 2012 | 2020 |
| Einwohner                  | 306  | 344  | 386  | 490  | 507  | 535  | 614  | 684  | 807  |
| Quellen: Cassini und INSEE |      |      |      |      |      |      |      |      |      |

## Sehenswürdigkeiten
- Kirche St. Mauritius, erbaut im ersten Viertel des 13. Jahrhunderts,[1] Monument historique
- Mairie (Rathaus), Monument historique